# Toon Vanlaere
Toon Vanlaere (Tielt, 1946) is een Vlaamse dichter. Vanlaeres werk wordt uitgegeven voor de Leuvense Uitgeverij P. Zijn werk werd onder meer bekroond met de prijs van de Provincie West-Vlaanderen in 2001 en de tweede prijs in de Nederlandse Publieksprijs Poëziebundel van het jaar in 2007. 

## Levensloop
In 1987 publiceerde hij bij Standaard Uitgeverij "Toveren met taal - Initiatie in de poëzie", een boek waarin jongeren op speelse wijze kennismaken met gedichten. Voor uitgeverij Lannoo publiceerde hij in 1990 het fotoboek "Geef kleur aan elke dag" waarin hij werk van bekende Vlaamse natuurfotografen voorzag van poëtische teksten. 
In 2000 verscheen zijn debuut als dichter bij de Leuvense Uitgeverij P, "Notaris van de kleine akker", een gedichtenbundel die enthousiast werd ontvangen door de vakpers en verschillende keren bekroond werd. In zijn tweede bundel, "De rok van de archeologe" (2006), zet hij de archeologische aanpak van zijn debuut verder: de taal van het restant komt centraal te staan, waarin het banale, het intieme, het beschamende verder leeft. "De rok van de archeologe" ontving in januari 2007 de tweede prijs in de Nederlandse Publieksprijs Poëziebundel van het jaar. In oktober 2012 publiceert Uitgeverij P de derde dichtbundel van Toon Vanlaere, die wordt voorgesteld door Club Brugge-trainer Georges Leekens, Menigte. 
In samenwerking met beeldend kunstenaar Pol de Doncker ontwierp Vanlaere een reeks van zes poëzieposters met liedesgedichten vol twijfel en wanhoop. "En dan zien in welke mate liefde wanhoop kan verdrijven." Voor componist Dirk Blockeel schreef Vanlaere in 2005 de liederencyclus "Tonen uit de aarde", voor sopraan en hobotrio.
Vanlaeres poëzie werd vertaald en uitgegeven in het Frans, het Engels en het Italiaans. Hij geeft poëzieworkshops voor jongeren en lezingen uit eigen werk, gekoppeld aan zijn favoriete gedichten uit de wereldliteratuur. Hij is ook de initiatiefnemer van het jaarlijkse Gedichtendag-project "Dichters op het spoor".